# Државне болнице у Црној Гори
Државне болнице у Црној Гори некада су биле прве установе здравствене неге, за дужи боравак пацијената на лечењу, и окосница здравственог ситема Црне Горе кроз три века, а данас су обавезно део Здравствени систем Црне Горе који је организован као јединствени здравствени регион и доминантно се заснива на јавном сектору, јер приватни сектор иако постоји није интегрисан. Црногорски здравствени систем је, по већини параметара који га карактеришу, релативно мали систем и као такав погодан је за увођење и примену нових знања и искустава и релативно брзу трансформацију у један модеран, квалитетан и ефикасан систем способан да у потпуности задовољи потребе крајњих корисника својих услуга.  Да је то тако показала је ранг листа Европског здравственог потрошачког индекса (ЕЦХИ), и подаци Организације „Health Consumer Powerhouse“  објављени 2019. године, по којима се од оцењиваних 35 земаља – здравствени систем Црна Гора налази на 23. месту.
Оснивање болница у Црној Гори кроз историју финансирано је на разне начине средствима државе, здравствених организација, здравственог осигурања и донацијама задужбинара  (појединаца или владара).  
Прва државна болница у Црној Гори основана је на Цетињу 1873. године, и од тада до данас основано је 7 општих болница и три специјалистичке болнице, искључиво у 19. и 20. веку. 

## Историја
Према историјским подацима, болничко лечење на простору Данашње Црне горе присутно је још од  трећег века, када су которски лекар Луциус Лусцус Еукарпус вршио праксу похађајући болеснике.
Црногорске болнице какве су познате данас, осниване су и грађене под млетачком али и аустроугарском влашћу, попут которске, изграђене 1875. Болница у Котору која се налазила на истом месту на којем је и сада.
Болнице су осниване и у вриеме Књажевине Црне Горе, попут никшићке и оне на Цетињу, за чију је изградњу, књаз Никола новац обезбедио продајом дарова добијених за рођење сина и кад је удавао ћерку.
Друге болнице осниване су у време Првог, Другог или између два светска рата…

Главни град Црне Горе и данас нема општу болницу, какве постоје у другим градовима, јер  по плановима, Подгорица би градску болницу могла да добије најкасније до 2025. године 
| „ | Прича о градњи болнице у Подгорици актуелна је петнаестак година, али је то остало мртво слово на папиру иако је буџет Главног града тих година износио и више од 50 милиона еура. | ” |

Изградња градске болнице планирана је више пута, prvi put je to zvanično најављено за време мандата градоначелника Миомира Мугоше.
| „ | У 2014. години се нагађало да би приватна клиника „Кодра” могла постати градска болница, а у развојној стратегији Главног града од 2012. до 2017. спомиње се изградња болнице у насељу Маслине. | ” |

## Временска линија
Опште болнице
|   | Година оснивања   | Град        | Назив                              | Оснивач                                                                  |
| - | ----------------- | ----------- | ---------------------------------- | ------------------------------------------------------------------------ |
| 1 | 1873.             | Цетиње      | Прва државна болница “Данило 1     | Књаз Никола                                                              |
| 2 | 1875.             | Котор       | Општа болница Котор                | Аустроугарска царевина                                                   |
| 3 | 1887.             | Никшић      | Општа болница „Књегиња Зорка”      | Влада Кнежевине Црне Горе                                                |
| 4 | 1919.             | Беране      | Општа болница Беране               | Министарство социјалне политике и народног здравља Краљевине СХС         |
| 5 | 1923.             | Бијело Поље | Општа болница Бјело Поље           | Министарство социјалне политике и народног здравља Краљевине СХС         |
| 6 | 5. октобар 1928.  | Пљевља      | Општа болница Пљевња               | Министарство социјалне политике и народног здравља Краљевине Југославије |
| 7 | 1. новембар 1946. | Бар         | Општа болница „Блажо Орландић” Бар | Влада Републике Црне Горе                                                |

Специјалне болнице
|   | Година оснивања | Град   | Назив                                                            | Оснивач                                                                  |
| - | --------------- | ------ | ---------------------------------------------------------------- | ------------------------------------------------------------------------ |
| 1 | 1941            | Рисан  | Специјална болница за ортопедију „Васо Ћуковић” Рисан            | Министарство социјалне политике и народног здравља Краљевине Југославије |
| 2 | 1951.           | Никшић | Специјална болница за плућне болести „Др Јован Булајић“ Брезовик | Влада Републике Црне Горе                                                |
| 2 | 1953.           | Котор  | Специјална болница за психијатрију Котор                         | Влада Републике Црне Горе                                                |

## Опште информације
Здравствени систем Црне Горе је релативно мали систем на шта утиче популација од свега 640.000 становника, према којој Црна Гора спада у ред малих земаља, и у којој је по подацима из 2007. године стопа наталитета износила 12,44 на 1.000 становника, стопа морталитета 9,51 на 1,000 становника, што је условило позитивну стопу природног прираштаја од 2,93 на 1.000 становника. 
Хроничне незаразне болести водећи су узроци оболевања, инвалидности и превременог (прије 65. године) умирања становника Црне Горе. У Црној Гори је морталитет одојчади смањен са 11,14 на 1.000 живорођених (1991.) на 7,4 на 1,000 живорођених (2007). Међутим, то је значајно изнад просека земаља чланица ЕУ (4,6 на 1.000 живорођених) и Евро А – групе (3,9 на 1.000 живорођених).
На овај систем иако мали утиче и социо-економска ситуација, низак ниво БДП-а и висока стопа незапослености, као озбиљан лимитирајући фактор одрживог финансирања здравствене заштите.
Имајући све напред наведено у Црној Гори је болнички систем организован кроз 7 општих болница и 3 специјалне болнице и један Клинички центар у Подгорици за целу Републику.

## Опште болнице
Опште државне болнице у Црној Гори  обављају најмање делатности: хирургије, интерне медицине, педијатрије, гинекологије и акушерства у оквиру одељења које се формирају у тим болницама. Поред тога општа болница мора да пружа хитну медицинску негу, анестезиолошку, лабораторијску, радиолошку и другу дијагностичку помоћ, а ако природа њеног рада захтева општа болница формира и службе за физикалну медицину и рехабилитацију, патологију, снабдевање лековима и санитетским материјалом (болничкe апотеке), као и медицински превоз и превоз и мртвачнице.
Општа болница врши специјалистичко-консултативну и консултативну здравствену заштиту,  и обавезна је да обезбеди услове за негу пацијената са акутним заразним болестима и акутним психијатријским стањима.  

### Болница на Цетињу
Болницу „Данило I”, капацитета 25-30 постеља, изградио је Књаз Никола 1873.године, по пројекту др Фрилеа, свог личног лекара. Име је добила по Николином предходнику, Књазу Данилу. Новац за изградњу обезбедио је Књаз Никола продајом дарова донесених Књазу на крштење његовог престонаследника Данила.
Болница је почела са радом 1875.године, Први пацијенти су били рањеници из херцеговачког устанка. а први лекар и управник Болнице био је др Валерије Томић, из Пучишћа на Брачу. 
Болница је реконструисана и значајно проширена 1912.године. Од оснивања до Првог светског рата, у њој је лечено око 20.000 болесника.
Нова зграда болнице, у којој се она и сада ради, изграђена је 1964.године. Иста је реновирана након земљотреса, у периоду 1979—1985. године. Данас болница има 6 одељења и 6 служби, располаже са 100 кревета.
| Показатељи пружених стационарних здравствених услуга у 2013. години. | Показатељи пружених стационарних здравствених услуга у 2013. години. | Показатељи пружених стационарних здравствених услуга у 2013. години. | Показатељи пружених стационарних здравствених услуга у 2013. години. | Показатељи пружених стационарних здравствених услуга у 2013. години. | Показатељи пружених стационарних здравствених услуга у 2013. години. |
| Заузете постеље по лекару                                            | Заузете постеље по сестри                                            | % коришћења капацитета                                               | Просечна дужина лечења                                               | Број слободних постеља                                               | Стопа смртности на 1.000 лечених                                     |
| -------------------------------------------------------------------- | -------------------------------------------------------------------- | -------------------------------------------------------------------- | -------------------------------------------------------------------- | -------------------------------------------------------------------- | -------------------------------------------------------------------- |
| 2,79                                                                 | 0,90                                                                 | 69,68                                                                | 6,0                                                                  | 27,90                                                                | 22,90 промила                                                        |

### Болница у Никшићу
У време ослободилачких ратова од 1875 до 1878 године на Грахову и у Жупи, а нешто касније и у Шавнику формиране су привремене ратне болнице. Стручну лекарску помоћ у Граховској болници пружали су Дубровачки лекари из састава Аустроугарског црвеног крста, у Жупској привременој болници чланови Швајцарског црвеног крста, а у Шавнику др Бохумил Баучек.
Након ослобођења Никшића 8. септембра 1877. године са Црногорском војском у град долазе Француз др Жан Батист Певрије лични лекар Књаза Николе и Руска мисија Црвеног крста и затичу у јужном делу доњег града Турску болницу.
Десет година касније одлуком Владе Књажевине Црне Горе од 11. децембра 1887. године, отворена је прва Никшићка болница под именом — Болница књегиња Зорка,  чиме је успостављена прва организована здравствена служба и здравствена заштита становника Никшића, као претеча данашње савремене установе — ЈЗУ Општа болница у Никшићу. За никшићку болницу, која је била друга новооснована болница, као и ону на Цетињу, која је била прва црногорска болница, новац за изградњу и опремање обезбедио је, књаз Никола продајом дарова добијених за рођење сина и кад је удавао ћерку…
| Показатељи пружених стационарних здравствених услуга у 2013. години. | Показатељи пружених стационарних здравствених услуга у 2013. години. | Показатељи пружених стационарних здравствених услуга у 2013. години. | Показатељи пружених стационарних здравствених услуга у 2013. години. | Показатељи пружених стационарних здравствених услуга у 2013. години. | Показатељи пружених стационарних здравствених услуга у 2013. години. |
| Заузете постеље по лекару                                            | Заузете постеље по сестри                                            | % коришћења капацитета                                               | Просечна дужина лечења                                               | Број слободних постеља                                               | Стопа смртности на 1.000 лечених                                     |
| -------------------------------------------------------------------- | -------------------------------------------------------------------- | -------------------------------------------------------------------- | -------------------------------------------------------------------- | -------------------------------------------------------------------- | -------------------------------------------------------------------- |
| 2,98                                                                 | 0,87                                                                 | 51,25                                                                | 6,91                                                                 | 133,08                                                               | 22,90 промила                                                        |

### Болница у Беранама
У Беранском крају организована здравствена служба почела је са радом 1919. године, када је формирана болнице у Беранама у једној од приватних кућа. 
Прва зграда наменски грађена за болницу, настале је осам година касније, тачније 1927. године, средставима на име репарације добијених по завршетку Првог свестског рата.
Године 1932. у Берану је отворен први Дом народног здравља у који су из болнице измештени амбулантски прегледи становништва. Исте године отворена је и школска поликлиника.
Током Другог светског рата болница је спаљена од стране Италијанских окупатора.
Градња нове болничке зграде у Беранама (тада Иванграду) трајала је јако дуго. Започета је 1955. године, а на употребу је предата тек 1963. године, након што је претходно дошло до обједињавања свих здравствених установа са подручја општине Беране у Медицински центар „Др Ника Лабовић” 1962. године. Тако је новоснована установа у Берану почела са радом 1. јануара 1963. године, у новосаграђеној болничкој згради. 
Септембра 1991. године, дошло је до нове реорганизације здравства у општини Беране. Медицински центар је реорганизацијом подељен на Општу болницу Беране и Дом здравља Беране који је задржао име ,,Др Ника Лабовић.
| Показатељи пружених стационарних здравствених услуга у 2013. години. | Показатељи пружених стационарних здравствених услуга у 2013. години. | Показатељи пружених стационарних здравствених услуга у 2013. години. | Показатељи пружених стационарних здравствених услуга у 2013. години. | Показатељи пружених стационарних здравствених услуга у 2013. години. | Показатељи пружених стационарних здравствених услуга у 2013. години. |
| Заузете постеље по лекару                                            | Заузете постеље по сестри                                            | % коришћења капацитета                                               | Просечна дужина лечења                                               | Број слободних постеља                                               | Стопа смртности на 1.000 лечених                                     |
| -------------------------------------------------------------------- | -------------------------------------------------------------------- | -------------------------------------------------------------------- | -------------------------------------------------------------------- | -------------------------------------------------------------------- | -------------------------------------------------------------------- |
| 3,37                                                                 | 1,15                                                                 | 76,15                                                                | 6,19                                                                 | 44,36                                                                | 22,90 промила                                                        |

### Болница у Бјелом Пољу
Војна болница у Бијелом Пољу из 1914. 
Зачеци здравства у Бијелом Пољу датирају од 1913. године, када су у овом граду радила два лекара - др Рефик Сахинагић и др Перо Јосиф. Годину касније (1914) основана је Војна болница, на чијем је челу био др Јаков Зарубица.
Болница у Бијелом Пољу основана је 1923. године. На њеном челу је био др Михаило Мартиновић који је у њој радио до 1942. Три године касније (1926 )основана је болница стационираног типа са основним средствима и малим кадром.
Данас је Општа болница у Бијелом Пољу смештена је у три објекта на површини око 8.500 квадрата и има одељења интерне медицине (инфективно, неурологија, дерматовенерологија, психијатрија), хирургије, гинекологије и акушерства, педијатрије, службу за ургентну медицинску помоћ, одељење радиолошке дијагностике, физикалне медицине и рехабилитације, анестезије са реаниматологијом, трансфузиологије, микробиологије, патолошке анатомије и медицинске биохемије. Болница обавља секундарни ниво здравствене заштите за око 70.000 становника и пружа здравствену заштиту за општине Бијело Поље и Мојковац.
| Показатељи пружених стационарних здравствених услуга у 2013. години. | Показатељи пружених стационарних здравствених услуга у 2013. години. | Показатељи пружених стационарних здравствених услуга у 2013. години. | Показатељи пружених стационарних здравствених услуга у 2013. години. | Показатељи пружених стационарних здравствених услуга у 2013. години. | Показатељи пружених стационарних здравствених услуга у 2013. години. |
| Заузете постеље по лекару                                            | Заузете постеље по сестри                                            | % коришћења капацитета                                               | Просечна дужина лечења                                               | Број слободних постеља                                               | Стопа смртности на 1.000 лечених                                     |
| -------------------------------------------------------------------- | -------------------------------------------------------------------- | -------------------------------------------------------------------- | -------------------------------------------------------------------- | -------------------------------------------------------------------- | -------------------------------------------------------------------- |
| 2,87                                                                 | 1,17                                                                 | 73,28                                                                | 7,50                                                                 | 37,68                                                                | 22,90 промила                                                        |

### Болница у Бару
Зачеци организоване здравствене службе у Бару почели су 1923. године, у време оснивања првих   антималаричне станице у Краљевини СХС. Да би у старом Бару, на Бискупији, 1930. године била изграђена монтажна зграда у којој је са радом почела Антималарична амбуланта са градским купатилом.
Први Дом народног здравља са народним купатилом у Старом Бару основан је 1932. године у згради која  постоји и данас, али је ван употребе. Између два светска рата, за смештај болесника коришћени су неки хотелски простори на Пристаништу у Бару.
Народна болнице у Бару почео је са радом 1. новембра 1946. године, а под тим именом се спомиње и у писаном облику од 2. октобра 1951. година, да би  средином 1954. године добила назив Народна болница „Блажо Орландић", а потом и име Општа болница „Блажо Орландић", Бар.
У склопу реаорганизације здравствене службе у Црној Гори 1. јанура 1963. године извршена је  интеграције Опште болнице „Блажо Орландић" Бар, Дома здравља Бар, Здравствена станица Вирпазар и Народна апотека Бар  са Одељењем у Вирпазару у јединствену здравствену организацију - Медицински центар „Блажо Орландић" Бар.
Нова зграда Општа болница „Блажо Орландић" у Бару, саграђена  је средином 1975. године, а почела је са радом септембра исте године. Данас је то трећа болница изграђена након Другог светског рата, која је и данас у функцији. Једино су због већих оштећења, срушени неки објекти у болници након земљотреса 15. априла 1979.
Новом реорганизацијом од  31. августа 1991. године из Медицинског центра „Блажо Орландић", изваја је Јавна здравствена установа Општа болница „Блажо Орландић", која под тим називом и данас ради.
| Показатељи пружених стационарних здравствених услуга у 2013. години. | Показатељи пружених стационарних здравствених услуга у 2013. години. | Показатељи пружених стационарних здравствених услуга у 2013. години. | Показатељи пружених стационарних здравствених услуга у 2013. години. | Показатељи пружених стационарних здравствених услуга у 2013. години. | Показатељи пружених стационарних здравствених услуга у 2013. години. |
| Заузете постеље по лекару                                            | Заузете постеље по сестри                                            | % коришћења капацитета                                               | Просечна дужина лечења                                               | Број слободних постеља                                               | Стопа смртности на 1.000 лечених                                     |
| -------------------------------------------------------------------- | -------------------------------------------------------------------- | -------------------------------------------------------------------- | -------------------------------------------------------------------- | -------------------------------------------------------------------- | -------------------------------------------------------------------- |
| 3,30                                                                 | 1,14                                                                 | 71,14                                                                | 5,67                                                                 | 48,20                                                                | 22,90 промила                                                        |

### Болница у Пљевљима
Прве здраствене установе у Пљевљима углавном су оснивали окупатори за потребе своје војске, као што је Стражици - Асталана, подигнуту око 1800 године,и болница у оквиру војне касарне на Доловима - Швапски шпитаљ, после анексије Босне и Херцеговине.
Званично, прва организована здраствена установа у Пљевљима била је Дом народног здравља, свечано отворена 5. октобра 1928 године - од стране начелника Министарства здравља Краљевине Југославије др Андрија Штампара. Територијално Дом здравља је био носилац здравствене заштите за шире подручје Зетске бановине, од Фоче преко Чајнича, Пљеваља, Пријепоља до Бијелог Поља.
Дом народног здравља, под тим називом радио је све до 1941 године када су италијански окупатори организовали рад у њему за потребе своје војске, а за цивилно становништво је радила само једна амбуланта.
После Другог светског рата (1945) за потребе здраствене службе оспособљен је стари Дом народног здравља у ком је радио др Саво Димитријевић, док је зграда на Стражици (некада турска болница) оспособљена за лечење тежих болесника, у којој је касније основана Народна болница. Народна болница је имала следећа одељења: интерно, хируршко, заразно и породилиште, укупно 100 постеља.
Ови здраствени објекти су били у функцији до краја 1950-тих година када је започета изградња здраствених објеката на Доловима, павиљонског типа. Током 1960 године прво су завршена два павиљона у која су усељена три болничка одељења (хируршко,дјечије и гинеколошко-акушерско), да би меколико година касније била комплетира болничка служба.
Медицински центар Пљевља као јединствена здраствена организација је основана је 1963 године и функционисала је све до 1991 године када је реорганизанизована у складу са здраственом службом на нивоу Републике Црне Горе. Од тада функционише примарна здраствена заштита - ЈЗУ Дом здравља и секундарну здраствену заштиту - ЈЗУ Општа болница Пљевља.
Јавна здраствена установа Општа болница у Пљевљима носилац је планских и програмских задатака болничке здраствене заштите становништва на подручјима Пљевља и Жабљак.
Ова установа је данас функционална здравствена служба која пружа квалитетну здраствену заштиту становништва, у складу са њиховим потребама
| Показатељи пружених стационарних здравствених услуга у 2013. години. | Показатељи пружених стационарних здравствених услуга у 2013. години. | Показатељи пружених стационарних здравствених услуга у 2013. години. | Показатељи пружених стационарних здравствених услуга у 2013. години. | Показатељи пружених стационарних здравствених услуга у 2013. години. | Показатељи пружених стационарних здравствених услуга у 2013. години. |
| Заузете постеље по лекару                                            | Заузете постеље по сестри                                            | % коришћења капацитета                                               | Просечна дужина лечења                                               | Број слободних постеља                                               | Стопа смртности на 1.000 лечених                                     |
| -------------------------------------------------------------------- | -------------------------------------------------------------------- | -------------------------------------------------------------------- | -------------------------------------------------------------------- | -------------------------------------------------------------------- | -------------------------------------------------------------------- |
| 2,73                                                                 | 0,98                                                                 | 62,89                                                                | 7,70                                                                 | 43,42                                                                | 22,90 промила                                                        |

### Болница у Котору
Прву болницу у Котору основале су на истом месту на којем је и сада 1875. године аустроугарске власти. Котор је тада поред општинског имао и среског лекара. Иако је Болница била примарно војна, у њој су све време лечени и цивили са подручја бококоторског залива и залеђа.
| Показатељи пружених стационарних здравствених услуга у 2013. години. | Показатељи пружених стационарних здравствених услуга у 2013. години. | Показатељи пружених стационарних здравствених услуга у 2013. години. | Показатељи пружених стационарних здравствених услуга у 2013. години. | Показатељи пружених стационарних здравствених услуга у 2013. години. | Показатељи пружених стационарних здравствених услуга у 2013. години. |
| Заузете постеље по лекару                                            | Заузете постеље по сестри                                            | % коришћења капацитета                                               | Просечна дужина лечења                                               | Број слободних постеља                                               | Стопа смртности на 1.000 лечених                                     |
| -------------------------------------------------------------------- | -------------------------------------------------------------------- | -------------------------------------------------------------------- | -------------------------------------------------------------------- | -------------------------------------------------------------------- | -------------------------------------------------------------------- |
| 2,75                                                                 | 1,14                                                                 | 61,02                                                                | 5,04                                                                 | 56,13                                                                | 22,90 промила                                                        |

## Специјалне болнице
Специјална државна болница за разлику од опште болнице је здравствена установа, на секундарном нивоу,  која врши дијагностику, лечење, медицинску рехабилитацију и здравствену заштиту појединих врста болести на територији Црне Горе. За ту намену свака од  болница мора имати одговарајуће залихе кревета у складу са наменом.
Специјална болница, зависно од намене, може обављати и део активности из које се обављају у општим болницама.

Након доношења новог Закона о здравственој заштити у Црној гори, почев од 2004.године, у Црној гори су одређене три Специјалне болница, Специјална болница за ортопедију и неурохирургију „Васо Ћуковић” Рисан, Специјална болница за плућне болести „Др Јован Булајић“ Брезовик  и  Специјална болница за психијатрију Котор, да: 
| „ | Као здравствена установа на секундарном нивоу обављају здравствену заштиту и специјалистичко консултативну и високоспецијализовану конзилијарну здравствену делатност и болничко лијечење за одређене врсте болести и одговарајућу медицинску рехабилитацију...из своје области. | ” |

### Специјална болница за ортопедију и неурохирургију „Васо Ћуковић” Рисан
Специјална болница за ортопедију, неурохириргију и неурологију у Рисну, изграђења је у периоду од 1938 до 1941.године средствима из донације (600.000 УСД) мештанина Васа Ћуковића, чије име болница и данас носи.
Градња Болнице у Рисну почела је 1938. године, по пројекту Хигијенског завода из Београда, а пројектантским тимом руководио је проф. Милан Злоковић, родом из Боке. Болница је завршена у мају 1941. године, а комплетно је опремљена средствима донације (рендген-апарат, лабораторија, операциона сала, кухиња, вешерница, кревети, возни парк…).
Болницу је свечано отварио проф. Нико Миљанић и она је функционисала до јесени, када је као своју ратну болницу преузимају Италијани. По капитулацији Италије и доласку Немаца, они Болницу претварају у војну базу. По ослобођењу Болница је затечена потпуно девастирана.
Обнављена је средствима из донације и радила је као Општа болница за Боку которску. Након измештања Опште болнице из Рисна у Котор, 1948/49. године, у Рисан је пресељена Ортопедија из Будве, која је функционисала у неусловним просторијама. Од тада Болница у Рисну функционише као ортопедски здравствени центар.
Огроман број заосталих рањеника из Другог светског рата и знатна заступљеност туберкулозе коштано-зглобног система (изазвана лошим хигијенско-социјалним послератним услова) условила је пуну попуњеност смештајних капацитета ове установе. Поред описане патологије, у Болници се од самих почетака лечени и проблем ишчашења кука код деце, као и лечење последица дечје парализе, која је владала 1950.тих година. С обзиром на то да је лечење било дуготрајно, деца се нису могла школовати, а одрасли привређивати, па је у оквиру Болнице функционисала осмогодишња школа и Одељење за радну терапију и професионално оспособљавање.
Болница је у бившој СФР Југославији, и у региону, по својим услугама врло рано постала препознатљива тако да су се у њој лечили болесници из свих крајева Балканског полуострва. 
Неуролошко и Неурохируршко одељење у болници је основано 1968. године, као прва делатност те врсте  у Црној Гори. Првих година одељење ја радило под патронатом клиника у Београду, севе до стварања сопствених кадрова. Након тога одељење је наставило да ради, и до данас је у њему урађено 4.200 неурохируршких операција.
Болница је знатно оштећена у земљотресу из 1979. године. Обновљена је двегодине касније, 1981. године, а нешто касније рађена је реконструкција Одељења интензивне његе, операционог блока и стерилизације.
| Показатељи пружених стационарних здравствених услуга у 2013. години. | Показатељи пружених стационарних здравствених услуга у 2013. години. | Показатељи пружених стационарних здравствених услуга у 2013. години. | Показатељи пружених стационарних здравствених услуга у 2013. години. | Показатељи пружених стационарних здравствених услуга у 2013. години. | Показатељи пружених стационарних здравствених услуга у 2013. години. |
| Заузете постеље по лекару                                            | Заузете постеље по сестри                                            | % коришћења капацитета                                               | Просечна дужина лечења                                               | Број слободних постеља                                               | Стопа смртности на 1.000 лечених                                     |
| -------------------------------------------------------------------- | -------------------------------------------------------------------- | -------------------------------------------------------------------- | -------------------------------------------------------------------- | -------------------------------------------------------------------- | -------------------------------------------------------------------- |
| 3,83                                                                 | 1,36                                                                 | 65,95                                                                | 14,31                                                                | 41,54                                                                | 22,59 промила                                                        |

### Специјална болница за плућне болести „Др Јован Булајић“ Брезовик
Специјална болница за плућне болести „Др Јован Булајић“ Брезовик је референтна установа и Национални центар за контролу и праћење туберкулозе у Црној Гори у области пулмологије. Организована је и регистрована као јединствена здравствена установа са поликлиником и павиљонима у свом саставу као организационим целинама. 
Једина је специјализована медицинска установа у Црној Гори која се бави малигнитетом плућа. Поред обављања специјализоване поликлиничке и болничке здравствене делатности из области пулмологије болница је образовна и научно истраживачки Установа и наставна база Медицинског факултета у Подгорици.
| Показатељи пружених стационарних здравствених услуга у 2013. години. | Показатељи пружених стационарних здравствених услуга у 2013. години. | Показатељи пружених стационарних здравствених услуга у 2013. години. | Показатељи пружених стационарних здравствених услуга у 2013. години. | Показатељи пружених стационарних здравствених услуга у 2013. години. | Показатељи пружених стационарних здравствених услуга у 2013. години. |
| Заузете постеље по лекару                                            | Заузете постеље по сестри                                            | % коришћења капацитета                                               | Просечна дужина лечења                                               | Број слободних постеља                                               | Стопа смртности на 1.000 лечених                                     |
| -------------------------------------------------------------------- | -------------------------------------------------------------------- | -------------------------------------------------------------------- | -------------------------------------------------------------------- | -------------------------------------------------------------------- | -------------------------------------------------------------------- |
| 5,62                                                                 | 1,44                                                                 | 79,65                                                                | 15,97                                                                | 28,70                                                                | 22,59 промила                                                        |

### Специјална болница за психијатрију Котор
Специјална болница за психијатрију у Котору основана је 1953. године и од тада до данас представља најзначајнију стационарну установу за психијатријску здравствену делатност у Црној Гори.
Болница је више пута мењала свој статус и назив, али у суштини је њена намена остала иста, а то је: да као стационарана установа збрињава, лечи и унапређује и рехабилитује здравље ментално обољелих лица.
| Показатељи пружених стационарних здравствених услуга у 2013. години. | Показатељи пружених стационарних здравствених услуга у 2013. години. | Показатељи пружених стационарних здравствених услуга у 2013. години. | Показатељи пружених стационарних здравствених услуга у 2013. години. | Показатељи пружених стационарних здравствених услуга у 2013. години. | Показатељи пружених стационарних здравствених услуга у 2013. години. |
| Заузете постеље по лекару                                            | Заузете постеље по сестри                                            | % коришћења капацитета                                               | Просечна дужина лечења                                               | Број слободних постеља                                               | Стопа смртности на 1.000 лечених                                     |
| -------------------------------------------------------------------- | -------------------------------------------------------------------- | -------------------------------------------------------------------- | -------------------------------------------------------------------- | -------------------------------------------------------------------- | -------------------------------------------------------------------- |
| 15,04                                                                | 3,60                                                                 | 106,11                                                               | 80,60                                                                | -14,72                                                               | 22,90 promila                                                        |

## Клиничко болнички центар Црне Горе
Клиничко болнички центар је здравствена установа на терцијарном нивоу здравствене заштите која обавља најмање четири гране медицине (хирургије, интерне медицине, педијатрије, гинекологије и акушерства),  односно стоматологије при чему најмање две гране медицине, односно стоматологија, морају испуњавати услове  за обављање здравствене делатности на терцијарном нивоу здравствене заштите попуз болничке, специјалистичко-консултативне и консултативне здравствене заштите, као и најсложеније облике здравствене заштите за активности из одређене гране медицине, односно стоматологије.
Клинички центар у Црној Гори је одговоран за стручну и методолошку едукацију и координацију на свим нивоима здравствене заштите, главни је покретач научно-истраживачког рада у области медицине и научно-наставна база Медицинског факултета у Подгорици.